# Zwergölbaum

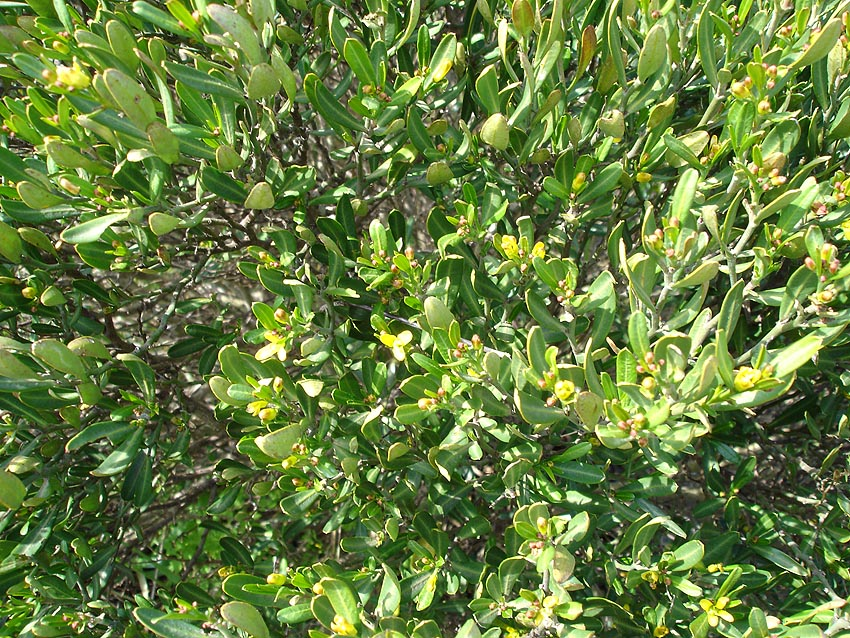
Blühendes Exemplar von Cneorum tricoccon

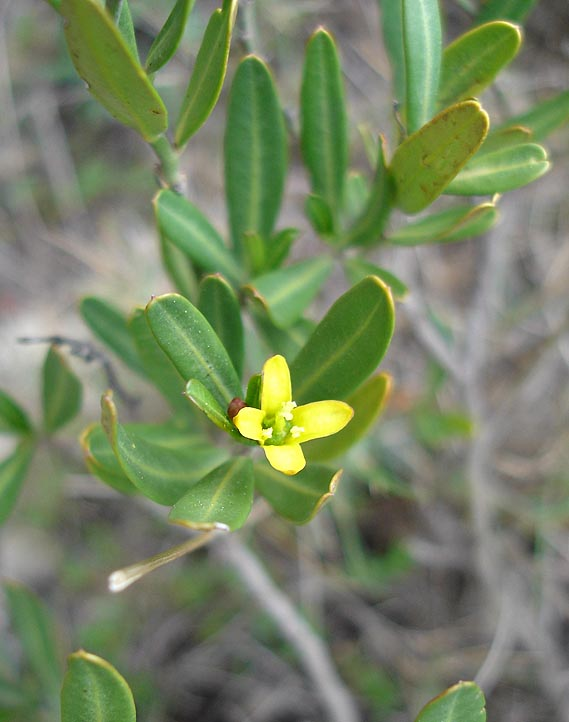
Cneorum tricoccon, gelegentlich kommen vierzählige Blüten vor

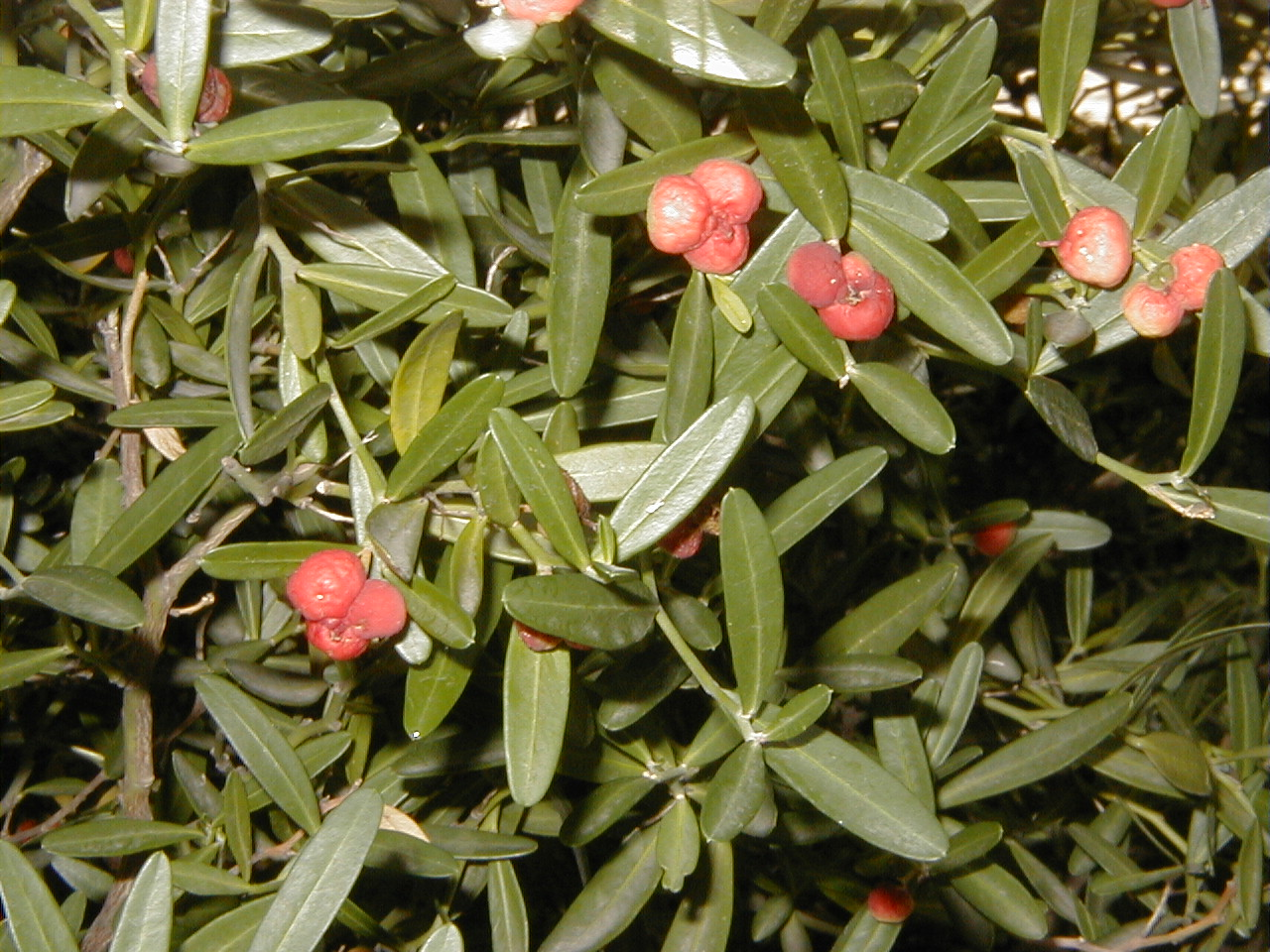
Cneorum tricoccon, Früchte

Der Zwergölbaum (Cneorum tricoccon), auch Dreibeeriger oder Spanischer Zeiland genannt, ist eine Pflanzenart aus der Familie der Rautengewächse (Rutaceae).

## Verbreitung
Cneorum tricoccon ist im westlichen Mittelmeerraum verbreitet. Neben der Verbreitung auf allen Baleareninseln kommt die Pflanze auch im Osten und Süden der iberischen Halbinsel sowie in Südost-Frankreich, Sardinien, Ligurien und der Toskana vor (Straka et al. 1976; Traveset 1995b). Als typischer Standort gilt die küstennahe Macchie, in der die Pflanze meist von 50–500 m Höhe, maximal bis 1000 m Höhe vorkommt (Traveset 2002, Tébar & Llorens 1997). Sie wurde auch in Kuba eingeführt.

## Beschreibung
Cneorum tricoccon ist ein fast kahler, immergrüner und trockenheitstoleranter Zwergstrauch oder seltener ein Strauch, der nur selten Wuchshöhen von mehr als 1 m erreicht, in Ausnahmefällen jedoch auch Wuchshöhen um 2 m erreicht (Riera et al. 2002).
Die wechselständigen, einfachen Laubblätter sind kahl, sitzend, stumpf, ganzrandig, feinstachelspitzig, schmal-lanzettlich bis verkehrt-eilanzettlich sowie bis zu 5 Zentimeter lang. Nebenblätter sind keine vorhanden. Die ledrige, steife Beschaffenheit der Blätter und ihre etwas eingerollten Blattränder können als xeromorphe Anpassung gewertet werden. Die Blätter sind einnervig.
Der Zwergölbaum ist andromonözisch, also mit zwittrigen und männlichen Blüten auf einem Exemplar. Die kleinen Blüten erscheinen achselständig, einzeln oder in kurzen, dreiblütigen Zymen. Die kleinen, gelb-grünen Blüten mit doppelter Blütenhülle sind meist 3- bis 4-zählig. Die kleinen Kelchblätter sind dreieckig und kurz verwachsen. Die länglichen, aufrechten Petalen mit ausladenden Spitzen sind bis 8 Millimeter lang. Es ist jeweils ein kurzes Androgynophor und ein Diskus (bzw. der Stiel des Androgynphors) ausgebildet. Bei den männlichen Blüten ist ein Pistillode vorhanden. Bei den zwittrigen Blüten sind die meist 3 bis 4 kurzen Staubblätter etwas kürzer, der drei- bis vierkammerige, -teilige Fruchtknoten ist behaart mit kurzem Griffel und gelappter Narbe.
Bei der Fruchtreife von Dezember bis Juli (Blüte zwischen November und Juni) entwickelt sich eine rötlich gefärbte, fleischige Spaltfrucht mit beständigem Griffel und Kelch, die in meist drei bis vier steinfruchtartige, rundliche, zweisamige, bis 6 Millimeter große Teilfrüchte zerfällt. Der hellbraune, zweikammerige Steinkern ist grubig.

### Bestäubung
Die Bestäubung erfolgt durch verschiedene Hymenopteren. Im Speziellen werden von Daumann (1974) Apis mellifera (Honigbiene), Ceratina cucurbitina, Ceratina cyanea, Halictus gemmens, Halictus smeathmanellus und Xylocopa violacea als Bestäuber in Frankreich genannt. Auf Cabrera, wo Apis mellifera nicht vorkommt, tritt Plagiolepis pygmaea als zusätzlicher Bestäuber auf (Traveset 2002).

### Pollen und Chromosomenzahl
Der Pollen ist tricolporat und 35 × 29 µm groß (Erdtman 1952) und die Chromosomenzahl beträgt nach Goldblatt (1976) 2n = 36.

## Samenverbreitung
Cneorum tricoccon ist saurochor und als Verbreiter sind die beiden Eidechsen Podarcis lilfordi und Podarcis  pityusensis bekannt. Die Früchte werden von den Eidechsen gefressen. Nach der Darmpassage keimen die Samen aus, sodass hier von einer Endozoochorie bzw. Endosaurochorie gesprochen werden muss (Traveset 1995a, 1995b, Riera et al. 2002).
Seit etwa 250 n. Chr., also nachdem der Mensch Wiesel und Schlangen auf den Balearen eingeführt hat, gelten die erwähnten Eidechsenarten auf Mallorca und Menorca als ausgestorben, sodass noch andere Verbreitungsmöglichkeiten existieren müssen. Laut Traveset (1995b) übernehmen die später als Wiesel und Schlangen eingeführten Baummarder (Martes martes) und Ginsterkatze (Genetta genetta) die Verbreitung. Im Gegensatz zu den Eidechsen scheint die Verbreitung durch die carnivoren Säuger jedoch nicht sehr effektiv zu sein, da die Säuger im Gegensatz zu den Eidechsen nicht alle Früchte von der Pflanze entnehmen. So gibt es in Menorca nur noch eine etwa 50 Exemplare kleine Population von Cneorum tricoccon. Fossile Funde deuten hingegen auf eine größere Verbreitung in früheren Zeiten hin.
Im Zuge der Umstellung auf andere Verbreiter haben sich scheinbar auch die Standorte der Pflanzen verlagert. Im Gegensatz zu den fossilen Belegen (Eidechse als Verbreiter), die eine Verbreitung der Pflanzen auf den Bereich zwischen Meeresniveau bis auf 500 m Höhe nahelegen, sind heute die Pflanzen auf bis zu 1000 m Höhe zu finden (Riera et al. 2002). Als Grund dafür werden in diesem Zusammenhang wieder die Marder und Ginsterkatzen genannt, welche vor allem in höheren Lagen leben.

## Weitere Literatur
- F. D. Boesewinkel: Development of ovule and seed coat in Cneorum tricoccon L. (Cneoraceae). In: Acta Bot. Neerl. Band 33, Nr. 1, 1984, S. 61–70, doi:10.1111/j.1438-8677.1984.tb01772.x.
- S. Carlquist: Wood anatomy of Cneoraceae: Ecology, relationships, and generic definition. In: Aliso. Vol. 12, no. 1, 1988, S. 7–16, doi:10.5642/aliso.19881201.03.
- R. Chodat: Sur un nouveau Cneorum. Le Cneorum trimerum (Urb.) Chodat. In: Bulletin de la Société Botanique, Genéve. 2. Sér., Volume XII, 1920, S. 23–24, online auf biodiversitylibrary.org.
- E. Daumann: Zur Frage nach dem Vorkommen eines Septalnektariums bei Dicotyledonen. Zugleich ein Beitrag zur Blütenmorphologie und Bestäubungsökologie von Buxus L. und Cneorum L. In: Preslia. Band 46, 1974, S. 97–109, PDF.
- Adolf Engler: Syllabus der Pflanzenfamilien. Gebrüder Borntraeger, Berlin 1912, OCLC 465393449.
- G. Erdtman: Pollen morphology and plant taxonomy - Angiosperms. Almquist and Wiksell, Stockholm 1952, OCLC 1131199960.
- P. Goldblatt: New or Noteworthy Chromosome Records in the Angiosperms. In: Annals of the Missouri Botanical Garden. Vol. 63, No. 4, 1976, S. 889–895, doi:10.2307/2395253.
- C. Linnaeus: Species plantarum. 1. Auflage. Stockholm 1753.
- D. Lobreau-Callen, J. Jérémie: L´espéce Cneorum tricoccon (Cneoraceae, Rutales) représentée á Cuba. In: Grana. 25, 1986, S. 155–158, doi:10.1080/00173138609428896.
- D. Lobreau-Callen, S. Nilsson, F. Albers, H. Straka: Les Cneoraceae (Rutales) : étude taxonomique, palynologique et systématique. In: Grana. 17, 1978, S. 125–139, doi:10.1080/00173137809431958.
- N. Riera, A. Traveset, O. Garcia: Breakage of mutualisms by exotic species: the case of Cneorum tricoccon L. in the Balearic Islands (Western Mediterranean Sea). In: Journal of Biogeography. Band 29, 2002, S. 713–719, doi:10.1046/j.1365-2699.2002.00719.x.
- L. P. Ronse de Craene, E. Smets, D. Clinckemaillie: Floral ontogeny and anatomy in Koelreuteria with special emphasis on monosymmetry and septal cavities. In: Plant Systematics and Evolution. Band 223, 2000, S. 91–107, doi:10.1007/BF00985329.
- R. Schmid: Functional interpretations of the morphology and anatomy of septal nectaries. In: Acta Bot. Neerl. Band 34, Nr. 1, 1985, S. 125–128, doi:10.1111/j.1438-8677.1985.tb01862.x.
- H. Straka, F. Albers, A. Mondon: Die Stellung und Gliederung der Familie Cneoraceae (Rutales). In: Beiträge zur Biologie der Pflanzen. Band 52, 1976, S. 267–310.
- F. J. Tébar, L. Llorens: Floral biology of Cneorum tricoccon L. (Cneoraceae): an unknown case of andromonoecy. In: Collect. Bot. Band 23, 1997, S. 105–113, online.
- J. P. Tournefort: Institutiones rei Herbariæ. Tomus Primus. Parisiis e typographia regia 1700, S. 651, online auf biodiversitylibrary.org.
- A. Traveset: Reproductive ecology of Cneorum tricoccon L. (Cneoraceae) in the Balearic Islands. In: Botanical Journal of the Linnean Society. Vol. 117, Nr. 3, 1995, S. 221–232, doi:10.1111/j.1095-8339.1995.tb00453.x.
- A. Traveset: Seed dispersal of Cneorum tricoccon L. (Cneoraceae) by lizards and mammals in the Balearic Islands. In: Acta Oecologica. Band 16, Nr. 2, 1995, S. 171–178, (PDF).
- A. Traveset: Consequencias de la ruptura de mutualismos planta-animal para la distribución de especies vegetales en las Islas Baleares. In: Revista Chilena de Historia Natural. Band 75, 2002, S. 117–126, doi:10.4067/S0716-078X2002000100011.
- I. Urban: Über zwei Euphorbiaceen-Gattungen. In: Berichte der Deutschen Botanischen Gesellschaft. Band 36, 1918, S. 501–507, Tafel XVI, online auf biodiversitylibrary.org.
- M. P. Van Tieghem: Sur les Cnéoracées. In: Annales des Sciences Naturelles Botanique. Sér. 8, Nr. 9, 1899, S. 363–369, online auf biodiversitylibrary.org.